# Alberto Beretta
Frei Alberto Beretta, nome religioso de Enrico Beretta (Milão, 28 de agosto de 1916 — Bergamo, 10 de agosto de 2001) foi um religioso Capuchinho italiano que viveu sua vida missionária no interior do Maranhão e após sua morte foi declarado Servo de Deus e Venerável.

## Vida
Enrico Beretta, irmão de Gianna Beretta Molla, santa canonizada em 2004 pelo Papa João Paulo II, cujo milagre para sua canonização ocorreu no Brasil, veio de uma família religiosa, foi convocado para a II Guerra Mundial, deixando o noviciado dos capuchinhos e ingressando no curso de medicina, formando-se em 1942 na Universidade dos Estudos de Milão.
Enquanto praticava medicina, decidiu-se pela atividade religiosa e foi à Suíça estudar Teologia, retornando para Milão. Foi ordenado sacerdote em 13 de março de 1948, após receber aceitação do Bispo Prelado Dom Emiliano Lonati. Nutriu desejo de vir ao Brasil servir como padre e médico, indo para Grajaú, Maranhão.

## Missionário e médico
Em Grajaú, deu início a suas atividades de missionário e de médico. Para sua atividade médica, necessitou de viajar a Porto Alegre, para revalidar seu diploma.
Voltando a Grajaú, iniciou em 1950 a construção do Hospital São Francisco de Assis, cuja obra prolongou-se até 1957. Não se restringia apenas ao local, mas atendia populações de Amarante, Alto Brasil, Sítio Novo, Alto Alegre, Arame, inclusive com visitas domiciliares e em lugares na floresta.
Assumiu o hábito Capuchinho em Guaramiranga, Ceará, e ali fez um ano de noviciado, com votos temporários em 1961, e os perpétuos em 1964.

## Doença e morte
Em 1981 sofreu um acidente vascular cerebral que o deixou parcialmente paralisado, quando voltou à Itália e foi atendido por 19 anos pelos capuchinhos italianos.
Faleceu em 10 de agosto de 2001, poucos dias antes de completar 85 anos.

## Beatificação
Em 8 de junho de 2008, na Cúria em Bérgamo, Dom Roberto Amadei abriu o processo diocesano para sua beatificação, tornando-o Servo de Deus. Na cerimônia, o prelado disse:
, “Ele foi uma grande testemunha de caridade no dia-a-dia, capaz de fazer com que a vida se torne ensinamento do evangelho. Uma testemunha grande e silenciosa”.
Em 14 de dezembro de 2023, o Papa Francisco declarou que o Servo de Deus Frei Alberto Beretta, viveu de maneira heroica as virtudes teologais, cardeais e aquelas próprias do seu estado de vida, tornando-o Venerável, à espera da divulgação de algum milagre para sua beatificação.